# Kanuma

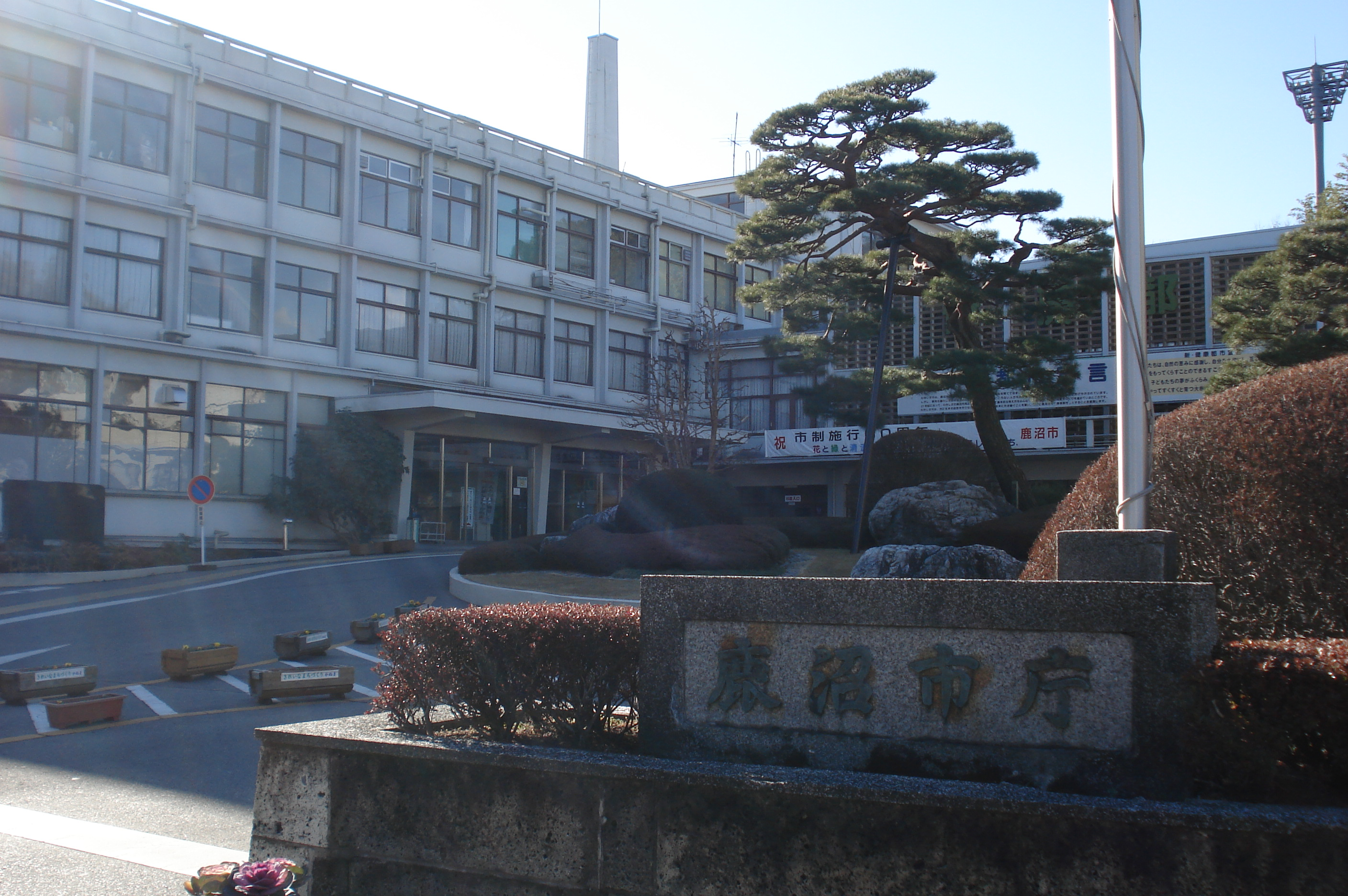
Primăria

Kanuma (鹿沼市 Kanuma-shi?) este un municipiu din Japonia, prefectura Tochigi.